# Cicala (famiglia)

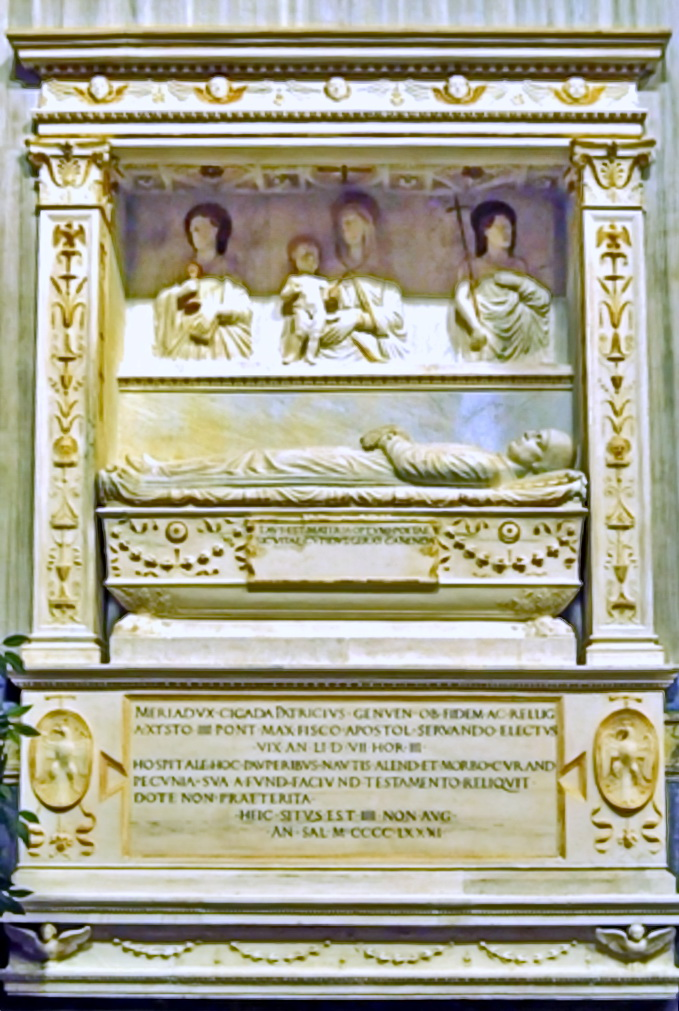
Tomba di Meliaduce Cicala nella chiesa di San Giovanni dei Genovesi in Roma

I Cicala, o Cigala, furono una famiglia originaria dalla Germania e presente a Genova dall'893. Il nome e lo stemma derivarono da uno sciame di cicale che avrebbero sovrastato, cantando, Pompeo in battaglia contro i pisani, creando panico fra gli stessi e procurandogli la vittoria.
Egli, pertanto, assunse quale stemma le cicale fino al 1432 quando il re di Polonia concesse a Giobatta Cicala in premio per le sue vittorie contro i Tatari l'uso del proprio stemma rosso con aquila coronata d'argento.
Nel 1528, a seguito della riforma voluta da Andrea Doria, formarono il 7° Albergo.

## Storia
I Cicala o Cigala, presenti sulla politica cittadina della Repubblica di Genova dal XII secolo, appartenevano alla più antica nobiltà genovese, quella consolare, che aveva dato consoli allo stesso comune nel primo periodo della sua esistenza. Guglielmo fu tra i primi consoli tra il 1155 ed il 1161. Nel corso del secolo successivo la famiglia dette altri uomini di governo, tutti esponenti ghibellini. Le case dell'Albergo erano situate tra la Cattedrale di San Lorenzo (Genova) ed il mercato di San Pietro in Banchi.
Nei secoli XIV e XV, i Cicala si concentrarono nei commerci internazionali e sull'amministrazione dei domini orientali.
Figura di spicco fu Meliaduce Cicala, tesoriere di Papa Sisto IV, che destinò 5.000 lire al Banco di San Giorgio,nel 1481, da impiegare per le doti delle fanciulle povere di Genova.
Inoltre, nominò erede universale la Camera Apostolica con l'obbligo di istituire l'Ospedale di San Giovanni Battista dei Genovesi, destinato all'assistenza dei connazionali che si trovavano nell'Urbe.
I Cicala entrarono a far parte delle famiglie nobili vicine al Cardinale Giovanni Battista Cibo, salito al Soglio Pontificio nel 1484 con il nome di Innocenzo VIII ricevendone benefici ed onori.
La famiglia si diramò in numerose città del Mezzogiorno d'Italia tra cui Lentini, Messina, Lecce e Napoli, ove fu aggregata ad uno dei Sedili di Napoli, quello di Portanuova.
Nel 1609, il Conte Carlo Cicala da Messina, erede di Scipione Cicala, acquistò per 80.000 ducati un villaggio, Castriota, appartenente al feudo di Tiriolo, a nord di Catanzaro, da Giovanna Castriota, figlia di Ferdinando Castriota e pronipote di Vrana Conte.
Carlo Cicala assunse nel 1630  il titolo di Principe di Tiriolo ed il villaggio di Castriota prese il nome di Cicala che tutt'oggi conserva.

## Feudi
- Baroni e Duchi di Gimigliano nel 1713
- Principi di Marsicovetere nel 1629 e di Tiriolo nel 1630

## Edifici storici
Palazzo Cicala-Raggio vico Scuole Pie 1, costituì Albergo dei Nobili già nel XIII° secolo.
Fu iscritto nei Rolli di Genova nel 1614 a nome di Giacomo Raggio.
Palazzo Gio Andrea Cicala, via Canneto il Lungo 17, edificato per volere di Gio. Andrea Cicala nel 1618 da Bartolomeo Rosso. Inserito nella lista dei Rolli di Genova, nel terzo bussolo, nel 1664.

## Personalità
- Guglielmo, nel secolo XII, fu più volte console a Genova e più precisamente negli anni 1152, 1155, 1157, 1161, 1165 ed Ambasciatore presso Federico Barbarossa nel 1158.
- Lanfranco Cigala o Cicala (Genova, 1200 circa- 1258) figlio di Gerolamo, prese parte alla vita politica della Repubblica di Genova in qualità di giudice prima di dedicarsi alla poetica. Fu tra i massimi poeti genovesi del XIII secolo in lingua provenzale antica.[2]
- Giovanni Battista Cicala Zoagli (Genova, 1486 - Genova, 1566) nel 1530 rientrò a Genova dopo numerose missioni in Mediterraneo per conto della Repubblica di Genova. Nel 1528, la sua famiglia, Zoagli, si era iscritta nell'Albergo dei Nobili genovesi dei Cicala o Cigala, assumendone il nome. Nel 1537 fu nominato Governatore di Corsica per mandato del Banco di San Giorgio e successivamente Ambasciatore presso la corte papale di Papa Paolo III. Nel 1561 fu elevato a Doge, sessantatreesimo nella carica.
- Vincenzo Cicala (Genova, 1504-Istanbul, 1564) o più propriamente Visconte Cicala[3] condottiero e corsaro genovese. Al servizio di Andrea Doria, partecipò a numerose battaglie e conquiste in tutto il Mar Mediterraneo. In proprio, con la patente di corsaro riconosciutagli dai genovesi e dai siciliani, imperversò sul mar Egeo depredando navi che non fossero genovesi. Mercenario, poi, al soldo dei Gonzaga e successivamente dei Cavalieri di Malta, fu infine sconfitto e catturato dagli Ottomani. Morì a Pera, Istanbul nel 1564.
- Suo figlio Scipione Cicala (Messina, 1552- Diyarbakir, 1605) nel 1561, in uno scontro alle isole Egadi (Marettimo) tra la flotta della Repubblica di Genova e quella turca di Dragut, fu preso prigioniero con il padre e condotto ad Istanbul. Successivamente si convertì all'Islam e come giannizzero fece carriera nell'esercito ottomano, elevato alla carica di Gran visir e Serraschiere del Sultano con il nome di Sinan Capudan Pascia'.